# افلکس (کنتاکی)
افلکس (به انگلیسی: Aflex) یک منطقهٔ مسکونی در ایالات متحده آمریکا است که در شهرستان پایک، کنتاکی قرار دارد. افلکس ۲۰۳٫۹۱ متر بالاتر از سطح دریا واقع شده است.